# Герб комуни Мало
Герб комуни Мало (швед. Malå kommunvapen) — символ шведської адміністративно-територіальної одиниці місцевого самоврядування комуни Мало.

## Історія
Герб ландскомуни Мало було прийнято 1962 року. У період 1974—1982, коли ця комуна була скасована, герб не використовувався. Після її відновлення перереєстрований 1984 року.

## Опис (блазон)
У червоному полі над відділеною хвилясто срібною основою дві покладені навхрест срібні сокири.

## Зміст
Сокири уособлюють місцеву лісопереробну промисловість. Червоний колір символізує поклади міді. 
Хвилясте ділення вказує на щедрі водні ресурси.